# Phrynocephalus raddei
Phrynocephalus raddei är en ödleart som beskrevs av  Oskar Boettger 1888. Phrynocephalus raddei ingår i släktet Phrynocephalus och familjen agamer.

## Underarter
Arten delas in i följande underarter:
- P. r. boettgeri
- P. r. raddei